# Ogasawara Heibei Tsuneharu
Ogasawara Heibei Tsuneharu (1666–1747) est un archer japonais, à l'origine du retour de la renaissance de l'école Ogasawara d'archerie à l'époque d'Edo.
L'école d'Ogasawara (ryu), fondée à l'époque de Kamakura par Ogasawara Nagakiyo l'ancêtre de Tsuneharu, est spécialisée dans l'archerie de cérémonie. Cependant, ses enseignements sont en grande partis oubliés au XVIe siècle en raison des nombreuses séparations dans la famille Ogasawara. En 1724, le shogun Tokugawa Yoshimune ordonne à Tsuneharu de faire revivre l'école perdue. Ce faisant, Ogasawara Tsuneharu devient le fondateur de l'école Ogasawara moderne qui met l'accent sur l'aspect cérémonial et rituel de l'archerie plutôt que sur sa pratique militaire.

## Source de la traduction
- (en) Cet article est partiellement ou en totalité issu de l’article de Wikipédia en anglais intitulé « Ogasawara Heibei Tsuneharu » (voir la liste des auteurs).